# William D. Nix
William Dale Nix (* 1936 in King City in Kalifornien) ist ein Metallurge und Materialwissenschaftler, der bis zu seiner Emeritierung 2003 als Professor an der Universität Stanford lehrte. Er beschäftigte sich mit den mechanischen Eigenschaften von Materialien, insbesondere von dünnen Schichten, kleinskaligen Materialien und Hochtemperaturlegierungen. Er entwickelte auch spezielle Untersuchungsmethoden dafür.

## Leben
Nix studierte am San Jose State College und erhielt dort 1959 seinen Bachelor of Science in Metallurgie und 1960 den Master of Science. 1963 erhielt er den Doktorgrad bei Robert A. Huggins in Stanford, wie zuvor der Master ebenfalls im Fach Metallurgie und Materialwissenschaft. 1963 wurde er an der Stanford University Assistant Professor, 1966 Associate Professor und 1972 Full Professor. Von 1968 bis 1970 leitete er das Zentrum für Materialwissenschaften in Stanford (Center for Materials Research). 2003 wurde Nix emeritiert.
Nix ist seit über 60 Jahren verheiratet.

## Schaffen
Nix betreute während seiner Laufbahn insgesamt 75 Doktoranden.
In den ersten zwei Jahrzehnten seiner Forschungstätigkeit befasste er sich mit der Bruchmechanik, dem mechanischen Verhalten von festen Materialien bei hohen Temperaturen, einschließlich des dabei auftretenden Effekts des Kriechens. Seine Arbeiten führten zur Entwicklung neuer Hochtemperaturlegierungen. Seit Mitte der 1980er Jahre befasste er sich mit den mechanischen Eigenschaften dünner Schichten, die auch für die Stabilität und die Fertigung von Mikroprozessoren bedeutend sind. Dazu etablierte und nutzte er Methoden wie die Nanoindentierung und die Substratkrümmung. Er befasste sich auch mit der Mechanik von Mikro- und Nanomaterialien.

## Werke (Auswahl)
Nix veröffentlichte über 500 wissenschaftliche Arbeiten (2007: über 420). Mit Stand 2021 sind über 450 seiner Publikationen in der Datenbank Scopus aufgenommen; sein Scopus-h-Index ist 89.
- mit Craig R. Barrett, Alan S. Tetelman: Introduction to Materials Science, 1968[9]
- mit Craig R. Barrett, Alan S. Tetelman: The principles of engineering materials, 1973[10]
- mit Wei Cai: Imperfections in Crystalline Solids, 2016[11]

## Auszeichnungen (Auswahl)
- 1979 Champion Herbert Mathewson Award des American Institute of Mining, Metallurgical, and Petroleum Engineers AIME[12]
- 1987 Aufnahme in die National Academy of Engineering NAE[13]
- 2001 Ehrendoktorwürde (Ingenieurwesen) der Colorado School of Mines
- 2001 Nadai-Medaille der American Society of Mechanical Engineers ASME[14]
- 2002 zum Mitglied der American Academy of Arts and Sciences gewählt[15]
- 2003 zum Mitglied der amerikanischen Akademie der Wissenschaften (National Academy of Sciences NAS) gewählt[16]
- Mai 2007 Ehrendoktorwürde (Ingenieurwesen) der University of Illinois[1]
- November 2007 Von Hippel Award der Materials Research Society MRS[2][17]
- Juni 2012 Ehrendoktorwürde (Wissenschaft) der Northwestern University (Illinois)[18]
- 2011 Heyn-Denkmünze der Deutsche Gesellschaft für Materialkunde DGM[19]
- 2019: Die Minerals, Metals & Materials Society (TMS) begründet den William D. Nix Award, der von seinen Doktoranden gestiftet wurde.[5] Bisherige Preisträger sind Robert O. Ritchie (2020) und George Pharr (2021).[20]
- 2024 Auswärtiges Mitglied der Royal Society